# ルナ・レオポルド

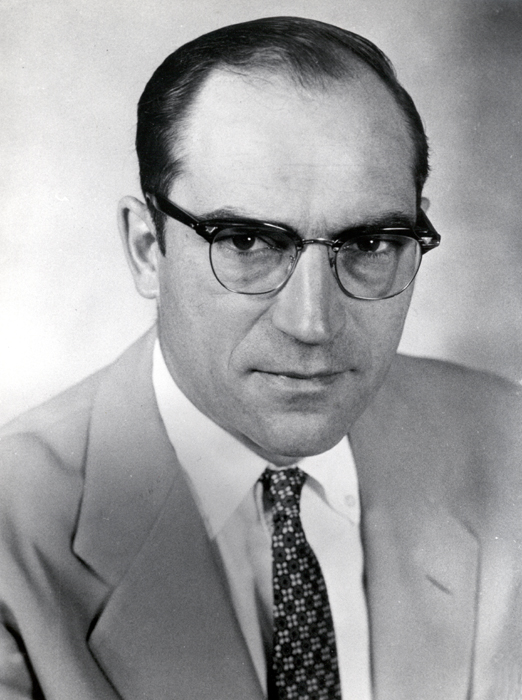
ルナ・レオポルド、1971年

ルナ・レオポルド（Luna Bergere Leopold, 1915年10月8日 - 2006年2月23日）は、ニューメキシコ州アルバカーキ出身の地形学者、水文学者で、アルド・レオポルドの息子である。彼は1936年にウィスコンシン大学マディソン校から土木工学の学士号を受け、1944年にカリフォルニア大学ロサンゼルス校から物理学、気象学の修士号、1950年にハーバード大学から地質学の博士号を受けた。
河川地形学の初期の研究や、ゴードン・ウォルマン及びジョン・ミラーとともに執筆した古典的名著Fluvial Processes in Geomorphologyで広く知られている。
彼は、水管理の新しい哲学が必要だと訴え、経済、社会、政治的な要因だけではなく、地質学、地理学、気象学的な要因に基づく必要があると提案した。

## キャリア
1937年から1940年にかけて、レオポルドはニューメキシコ州アメリカ土壌保全局のエンジニアとして働いた。1940年にはアメリカ陸軍気象隊及びアメリカ陸軍航空軍に入隊した。1946年まで従軍し、兵卒から大尉まで昇進した。
1946年から1950年にかけて、レオポルドはハワイ州のパイナップル研究所に気象学者として勤務した。1950年から1972年には、アメリカ地質調査所で水文学者として勤務した。
1972年、レオポルドはカリフォルニア大学バークレー校で、地理学及び地質学、景観設計学の教授となった。1986年に退職し、2006年にバークレーで死去するまで名誉教授を務めた。

## 受賞など
- 1973年 - G・K・ウォーレン賞[3]
- 1980年 - ウィスコンシン大学名誉博士
- 1981年 - セント・アンドルーズ大学名誉博士
- 1991年 - アメリカ国家科学賞
- 1994年 - ペンローズ・メダル
- 2006年 - ベンジャミン・フランクリン・メダル

## 著書
- (1997). Water, Rivers and Creeks. University Science Books. ISBN 0-935702-98-9.
- (1981). Water. Time Life Education. ISBN 0-8094-4075-X.
- (2006, reprint). A View of the River. Harvard University Press; New Ed edition. ISBN 0-674-01845-1.
- Wolman, M. Gordon; and Miller, John P との共著. (1995). Fluvial Processes in Geomorphology. Dover Publications. ISBN 0-486-68588-8.
- Aldo and Leopold, Luna B との共編. (1972, reprint). Round River. Oxford University Press, USA. ISBN 0-19-501563-0.
- (1966). Water (Series: LIFE Science Library), Time Incorp, ISBN B000GQO9SM.
- (1974). Water: A Primer. W H Freeman & Co. ISBN 0-7167-0263-0.